# 布瓦加松
布瓦加松（法語：Boisgasson，法語發音：[bwaɡasɔ̃]）是法国厄尔-卢瓦省的一个旧市镇，位于该省西南部，属于沙托丹区。2017年1月1日，布瓦加松和相邻的另外5个市镇合并为新市镇阿鲁新市镇（后更名为“瓦尔迪耶尔”）。

## 地理
布瓦加松（48°2'51"N, 1°9'9"E）面积7.5 平方千米，位于法国中央-卢瓦尔河谷大区厄尔-卢瓦省，该省份为法国北部内陆省份，北起顺时针与厄尔省、伊夫林省、埃松省、卢瓦雷省、卢瓦-谢尔省、萨尔特省和奧恩省接壤。
与布瓦加松接壤的市镇（或旧市镇、城区）包括：圣佩勒兰、布夫里、德鲁埃。
布瓦加松的时区为UTC+01:00、UTC+02:00（夏令时）。

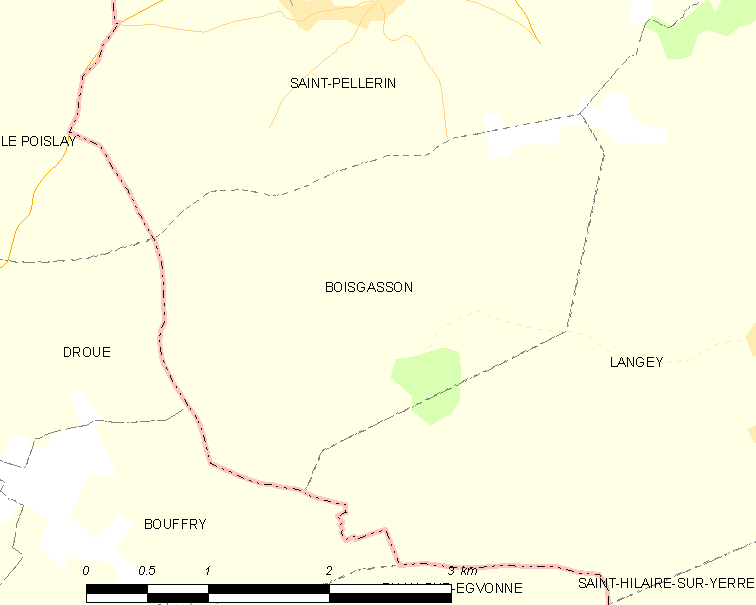
布瓦加松的OSM定位图

## 行政
布瓦加松的邮政编码为28220，INSEE市镇编码为28044。

## 政治
布瓦加松所属的省级选区为布鲁县。

## 人口

1962-2008年间布瓦加松人口变化图示

布瓦加松于2018年1月1日时的人口数量为108人。